# دونوفان غرير
دونوفان غرير (بالإنجليزية: Donovan Greer)‏ هو لاعب كرة قدم أمريكية أمريكي، ولد في 11 سبتمبر 1974 في هيوستن في الولايات المتحدة.

## وصلات خارجية
- دونوفان غرير على موقع مرجع كرة القدم المحترفة.كوم (الإنجليزية)